# Oskar Wasastjerna
Jakob Frans Oskar Wasastjerna, född 15 oktober 1819, död 21 februari 1889 i Borgå, var en finländsk genealog. Han var sonson till Abraham Wasastjerna och kusin till Osvald Wasastjerna.
Wasastjerna var kapten och tullförvaltare i Borgå samt från 1882 riddarhusgenealog. Han utgav Ättar-taflor öfver den på Finlands Riddarhus introducerade adeln (två band, 1879–80; supplement 1883).